# 青木勝利
青木 勝利（あおき かつとし、1942年11月28日 - ）は、日本の元プロボクサー。東京都杉並区出身。三鷹ジム所属。元OPBF東洋太平洋バンタム級王者。

## 概要
「メガトン・パンチ」と称された強打と抜群のセンスで、ファイティング原田、海老原博幸と並び「三羽烏」と呼ばれた。当時の日本記録である7試合連続KO勝ちを達成し、19歳で東洋王者になるなどの活躍を見せた。一方で、現役時代から酒好きと練習嫌いで知られており、上記3人の中で唯一世界王座に届かなかった。現役引退後、窃盗や無銭飲食などの刑事事件を何度も繰り返して世間を騒がせた。

## 生涯

### プロデビューから東洋王座戴冠まで
少年時代は、家出を繰り返すなどの虞犯少年で、16歳で少年院に入れられた。入院中にテレビ中継でボクシングに出会い、退院直後の1960年4月に三鷹ジムの住み込みの練習生となる。それから2カ月後の6月6日にフライ級でプロデビューを果たし、連勝を重ねた。11月7日に斎藤清作(後のたこ八郎)と対戦した際は、引き分けに終わっている。1961年4月5日、海老原博幸と対戦した際に2回KO負けを喫し、キャリア18戦目での初黒星となった。
海老原戦後はバンタム級に転向し、再び連勝街道を進む。1962年10月29日、後楽園ジムにて東洋バンタム級タイトルマッチを行う。王者米倉健志を判定で破り、19歳11カ月で王座を獲得した。

### 世界王座挑戦、東洋王座陥落と奪還
1963年4月4日、蔵前国技館にて世界バンタム級タイトルマッチを行い、王者エデル・ジョフレ(ブラジル)に挑戦する。1回・2回は優勢に進めるも、3回に左ボディブローにより2度ダウンし、KO負けとなる。9月5日、後楽園ジムにて東洋王座初防衛を戦行うが、カーリー・アグイリー(フィリピン)に9回KOで敗れて王座から陥落する。1964年3月25日、東洋王座に再挑戦し、後楽園ジムにて催されたアグイリーとのリターンマッチを10回TKOで制して王座を奪還した。9月12日には後楽園ジムにて防衛戦を行い、アル・パターソン(フィリピン)を判定で破っている。

### 原田戦から引退まで
10月29日、蔵前国技館にてファイティング原田とのノンタイトル10回戦を行う。ノンタイトル戦でありながら、世界ランキング1位と東洋王者との対決として、また世界戦への挑戦権を賭けた一戦として注目を集めていた。試合開始から原田のラッシュを受け、カウンターで左フックを命中させるも倒せず、3回に右フックを顎に受けてKO負けとなる。
1965年7月1日の東洋王座戦では、金鉉(韓国)を判定で破った。1966年1月27日、ノンタイトル10回戦で小林弘と対戦し、10回判定負け。4月28日、3度目の東洋王座防衛戦にて、李元錫(韓国)に11回KOで敗れて再び陥落する。10月6日、ノンタイトル10回戦で桜井孝雄と対戦し、10回判定負け。7月5日、ノンタイトル10回戦で柴田国明と対戦し、初回KO負け。8月15日、ノンタイトル10回戦で、徐守康(韓国)に10回判定で敗れ、現役を引退した。最終戦績52勝(29KO)14敗4分。

### 現役引退後
引退後は、日雇い業務や飲食店の手伝いなどで暮らしていた。その一方、頻繁に刑事事件を起こして報道された。一時期は稲城長沼でトンカツ屋を経営していたが、そこでも傷害事件を起こして続けられなくなった。1973年1月13日、小平市にある実家で包丁で首を切って自殺を図ったが、未遂に終わった。1981年の時点で、暴行・窃盗・器物損壊・詐欺(無銭飲食や無賃乗車)・覚醒剤所持で前科7犯、逮捕歴20回に及び、一時期は府中刑務所で服役していた。
1984年2月、かつて青木が福岡県の個人的な後援者の世話になっていた時、およびその数カ月後に東京でアルコール依存症の治療のために入院していた時に、山際淳司によって行われた取材の様子が週刊文春に掲載された。1986年8月21日放送のテレビ番組「中村敦夫の地球発22時」の特集「ロッキーになれなかった男たち」において、伊豆大島在住の青木の弟、及びその弟の仲介により善福寺公園で青木本人へ中村敦夫が取材した様子が放映された。その際、青木は「無銭飲食の件は、食事に誘われたのに、いつの間にか誰もいなくなっただけ」と主張している。
その後の消息は不明である。1996年、マガジンハウス書籍編集部は青木の行方を追ったが、ついに見つからなかった。渡嘉敷ボクシングジムは2006年の時点でブログに「故・青木勝利氏」と書いている。

## 備考

### 逸話
- 現役中から練習嫌いで有名であり、ロードワークでは深大寺の公園にある池の水を体にかけて、汗に見せかけてそのままジムに帰ることがあった。また、相手が見つからないこともあり、ほとんどスパーリングも行わなかった[12]。
- 恐怖を紛らわすために、試合当日の明け方まで酒を飲み、アルコールの臭いを帯びた状態でリングに上がることがあった[12]。原田戦でも、試合当日の朝まで酒を飲んでおり、それでも勝てると思っていたと証言している[13]。
- 試合前夜は、睡眠薬を2回分飲んでも2時間しか眠れず、試合直前に眠気に襲われることもあった[14]。
- 試合1週間前に雲隠れすることがたびたびあり、そのたびにジム関係者が捜索した[15]。
- 太りやすい体質で、減量にも苦労していた。ジョフレ戦では試合直前の3日間はガムだけを噛み、さらに浣腸を3本打って、辛うじて計量までに間に合わせた[16]。
- 海老原戦での敗因について、試合前に母親が虫垂炎で入院したために面倒を見たこと、さらに酒を飲みすぎて減量がうまくいかず、体調管理に失敗したためと青木は語っている[17]。
- ジョフレ戦の前には右手の甲を骨折しており、試合中止を求めたものの強引に出場させられ、痛み止めを3本打った[18]。
- 19歳で結婚し[19]、原田戦の3カ月前に娘が生まれた[20]。現役引退後に離婚したが、親権を巡って妻は自殺未遂を起こし、結局は妻が娘を引き取った[6]。
- ジョフレ戦の報酬は手取り2百万円[21]、現役時代の総額は3千万円(いずれも当時の金額)だったが、放蕩の末に一銭も残らなかった[22]。
- 1969年6月、キックボクシングへの転向を発表したものの、プロデビューには至らなかった[23]。
- 自身がボクシングで成功しなかったのは、酒のせいではなく運がなかったからと振り返っている[21]。一方で、ジョフレ戦に勝ったらその後どうなったかという問いには、何も変わらなかっただろうと述べている[24]。
- 2010年、青木が同じ三鷹ジムから日本フライ級王者となったばかりの飯田健一と1964年に公開スパーリングを行った際に使用された、青木の直筆サイン入りのグローブが日本ボクシングコミッションに提供された[25]。

### 評価・影響
- ファイティング原田は、練習嫌いを公言する青木に激しい対抗意識を持っていた。一方で、青木を素晴らしい天才的なパンチャーと呼び、彼や海老原のようなライバルがいたから強くなれたと語っている[4][26]。
- 対戦経験のあった桜井孝雄は、青木の人柄について「あの人は気前が良すぎるからいけない」と語っていた[23]。
- 世界王座を2階級制覇した柴田国明は、青木に憧れてボクサーとなった[25]。
- エデル・ジョフレの伝記「黄金のバンタム」(原題: O GALO DE OURO / 初版: 1962年)が1979年にブラジルで再版された際、ジョフレ戦で青木がダウンする瞬間の写真が表紙として使われた[25]。
- 三鷹ジムの後輩にあたる佐藤稔は、一時期「2代目青木勝利」を名乗っていた[23]。

## 獲得タイトル
- 第8代 OPBF東洋太平洋バンタム級王座(防衛0)
- 第10代 OPBF東洋太平洋バンタム級王座(防衛2)